# Molen van Kerrebroeck
De Molen van Kerrebroeck is een windmolenrestant in de West-Vlaamse plaats Jabbeke, gelegen nabij Dorpsstraat 88.
Deze ronde stenen molen van het type stellingmolen fungeerde als korenmolen en oliemolen.

## Geschiedenis
Op deze plaats stond vermoedelijk vanaf 1844 een kleine standerdmolen, die daar zonder vergunning was geplaatst. In 1848 werd een grotere standerdmolen gebouwd. In 1881 werd ook een stoommachine aangeschaft die gebruikt werd als er niet genoeg wind was. In 1901 werd, teneinde de windvang te verbeteren, de standerdmolen op een stenen verhoging met gaanderij geplaatst. In 1911 werd de verhoging hoger opgemetseld en ontstond een ronde stenen stellingmolen. Voor de inrichting hiervan werden ook onderdelen toegepast die van oudere molens afkomstig waren. Het was een zeer hoge molen die vijf zolders telde. Ondertussen was in 1910 een benzinemotor aangeschaft, later een gasmotor. In 1961 werd deze op zijn beurt door een dieselmotor vervangen.
Geleidelijk aan werd meer op machinekracht en minder op de wind gemalen. In 1939 brak een wiek af, waarop ook de tegenoverliggende wiek werd verwijderd. Tot 1948 werd nog wel met één roede gemalen, maar daarna werd het gehele assenkruis weggenomen. In 1944 werd de molen geklasseerd als monument.
Er restte nog een bijzonder hoge, smalle romp. Op het gelijkvloers is nog een mechanische maalderij.
In 2019 had het gemeente bestuur het voornemen de molen te restaureren en in maalvaardige staat te brengen. In 2022 verleende het Vlaams gewest een subsidie van bijna een half miljoen euro voor renovatie.
- Inventaris van het Bouwkundig Erfgoed (Vlaanderen): 88732